# Achrain (Gemeinde Alberschwende)
Der Name Achrain bezeichnet in Alberschwende eine Rotte (716 m ü. A.), die beidseitig der Achrainstraße (L 49) angeordnet ist.

## Namensherkunft
Achrain ist ein in Vorarlberg mehrfach verwendeter Begriff für Örtlichkeiten, neben Alberschwende, Schwarzach und Dornbirn z. B. auch in Kennelbach, Krumbach, Langen und in Wolfurt.
Die genaue Herkunft des Namens „Achrain“ in der Gemeinde Alberschwende ist nicht gesichert. Der Name bezieht sich vermutlich auf die Schwarzach („Ach“) und den „Rain“ im Sinne einer Geländekante (zur Schwarzach).
Im „Provinzial-Handbuch von Tirol und Vorarlberg für das Jahr 1847“. und im „Schematismus für Tirol und Vorarlberg“ wird Achrain als eigener Weiler und Teil von Alberschwende angeführt.

## Topographie, Geografie, Lage und Verkehr
Unter dem geographischen Begriff Achrain wird der von Südwesten nach Nordosten ausgerichtete und zur Schwarzach abfallende, weitgehend parallel verlaufende, Hang von der Parzelle Ruschen in Dornbirn bis Alberschwende auf einer Länge von etwa 5 km Luftlinie verstanden. Das Gebiet gehört zu den Lorenabergen des Bregenzerwaldgebirges.
Der Weiler Achrain in der Gemeinde Alberschwende ist dabei ein kleiner Teil davon und von Alberschwende wie Dornbirn über die Achrainstraße (L 49) mit Kraftfahrzeugen gut erreichbar. Die besiedelten Teile der Anhöhe liegen etwa zwischen 670 m ü. A. und 740 m ü. A. Südwestlich an der Achrainstraße zur Gemeindegrenze nach Dornbirn befinden sich die Rotten Henseln / Stauder und nordöstlich, Richtung Dorfzentrum Alberschwende, der Weiler Schwarzen. Verkehrsgeschichtlich bedeutsam ist der Weiler Achrain in Verbindung mit der wichtigen Handels- und Verkehrsverbindung in den Bregenzerwald (siehe Achrainstraße).
An der Achrainstraße befindet sich in der Mitte des Weilers die Landbushaltestelle „Alberschwende Achrain“.

## Gewässer
Durch Achrain fließt der Bühelinbach (Quelle Gemeinde Schwarzenberg). Es entspringt hier der Maier Bach im sogenannten „Schollomoos“ (Hochmoor) und weiter südwestlich ein namenloser Bach. Alle drei entwässern Richtung Nordosten in die Schwarzach.

## Handwerk, Gewerbe
Trotz der Bedeutung des Achrains als Verbindung in den Bregenzerwald hat sich in dem hier liegenden Weiler Achrain keine bedeutsame gewerbliche Infrastruktur herausgebildet. Es dominiert hier nach wie vor die Landwirtschaft und das traditionelle Kleinhandwerk.
Im Hochmoor Schollomoos erfolgte früher ein Torfabbau.